# Lütetsburg
Lütetsburg là một đô thị ở huyện huyện Aurich, trong bang Niedersachsen, nước Đức. Đô thị Lütetsburg có diện tích 16,73 km².